# Manjuyod
Manjuyod è una municipalità di terza classe delle Filippine, situata nella Provincia di Negros Oriental, nella regione di Visayas Centrale.
Manjuyod è formata da 27 baranggay:
- Alangilanan
- Bagtic
- Balaas
- Bantolinao
- Bolisong
- Butong
- Campuyo
- Candabong
- Concepcion
- Dungo-an
- Kauswagan
- Lamogong
- Libjo
- Maaslum

- Mandalupang
- Panciao
- Poblacion
- Sac-sac
- Salvacion
- San Isidro
- San Jose
- Santa Monica
- Suba
- Sundo-an
- Tanglad
- Tubod
- Tupas